# Kateřina Telničanka
Kateřina Telničanka (po 1480 – mezi 25. srpnem a 10. zářím 1528 Vilnius) byla milenkou polského krále Zikmunda I. Starého, roku 1509 ji král provdal za nejvyššího správce pokladu Andrzeje Kościeleckého.
Narodila se v malé vesnici na Moravě, její rodiče nejsou známi.
Zikmundovi porodila tři děti: syna Jana, biskupa vilniuského a poznaňského, a dcery Reginu, provdanou za Hieronima Szafrańce z Pieskowej Skały, a Kateřinu, vdanou za Jiřího II. hraběte z Montfortu. Manželství s Andrzejem Koscieleckým zůstalo dlouho bezdětné, teprve po šesti letech porodila Kateřina dceru Beatu. Má se ovšem za to, že jde rovněž o dítě Zikmunda.